# Usana abdominalis
Usana abdominalis är en insektsart som beskrevs av Dlabola 1906. Usana abdominalis ingår i släktet Usana och familjen vedstritar. Inga underarter finns listade i Catalogue of Life.